# Stefan Wiktor
Stefan Wiktor (ur. 26 grudnia 1874 w Rozwadowie), zm. 13 kwietnia 1933 we Lwowie) – polski inżynier i urzędnik kolejowy.

## Życiorys
Jego ojcem był lekarz pułkowy. Uczęszczał do IV gimnazjum we Lwowie, studiował na wydziale inżynierii Szkoły Politechnicznej we Lwowie (1892–1898). Podejmuje pracę na kolei, na której był zatrudniony w służbie drogowej. Był członkiem Polskiej Organizacji Wojskowej. Działał w ruchu związkowym, początkowo w Galicji Wschodniej/Małopolsce Wschodniej m.in. współorganizując Komitet Narodowy Polskich Kolejowców w Stanisławowie (1918), następnie zakładając Polski Związek Kolejowców, którego był też pierwszym prezesem (1919–1920). Kierował pracami odbudowy zniszczonych przez I wojnę światową górskich szlaków kolejowych w dolinie Prutu. Powierzono mu pełnienie funkcji prezesa dyrekcji kolei - w Stanisławowie (1924–1931) oraz we Lwowie (1931–1933). Jednocześnie wykładał na Politechnice Lwowskiej przedmiot „utrzymanie kolei” (1923–1933). 
Zmarł na udar serca. Pochowany na cmentarzu Łyczakowskim we Lwowie.